# Haloschizopera bulbifer
Haloschizopera bulbifer är en kräftdjursart som först beskrevs av Georg Ossian Sars 1911. Enligt Catalogue of Life ingår Haloschizopera bulbifer i släktet Haloschizopera och familjen Diosaccidae, men enligt Dyntaxa är tillhörigheten istället släktet Haloschizopera och familjen Miraciidae. Arten är reproducerande i Sverige. Inga underarter finns listade i Catalogue of Life.